# Rete tranviaria di Novotroick
La rete tranviaria di Novotroick è la rete tranviaria che serve la città russa di Novotroick.